# K League 1985
La Superliga Gran Festival de Fútbol 1985 fue la 3.ª temporada de la K League. Contó con la participación de ocho equipos, de los cuales sólo dos eran amateurs (Hanil Bank y Sangmu). El torneo comenzó el 13 de abril y terminó el 22 de septiembre de 1985.
El nuevo participante fue Sangmu. Además, POSCO Dolphins pasó a competir oficialmente bajo la denominación de POSCO Atoms.
El campeón fue Lucky-Goldstar Hwangso; por otra parte, salió subcampeón POSCO Atoms. Al finalizar el torneo, Sangmu y Hallelujah dejaron la Primera División.

## Reglamento de juego
El torneo se disputó en un formato de todos contra todos a tres rondas, de manera tal que cada equipo debió jugar dos partidos de local y uno de visitante (o viceversa) contra sus otros siete contrincantes. Una victoria se puntuaba con dos unidades, mientras que el empate valía un punto y la derrota, ninguno.
Para desempatar se utilizaron los siguientes criterios:
1. Puntos
2. Diferencia de goles
3. Goles anotados
4. Resultados entre los equipos en cuestión

## Tabla de posiciones
| Pos. | Equipo                     | Pts. | PJ | G  | E  | P  | GF | GC | Dif. | Clasificación |
| ---- | -------------------------- | ---- | -- | -- | -- | -- | -- | -- | ---- | ------------- |
| 1    | Lucky-Goldstar Hwangso (C) | 37   | 21 | 10 | 7  | 4  | 35 | 19 | +16  | Campeón       |
| 2    | POSCO Atoms                | 34   | 21 | 9  | 7  | 5  | 25 | 17 | +8   |               |
| 3    | Daewoo Royals              | 34   | 21 | 9  | 7  | 5  | 22 | 16 | +6   |               |
| 4    | Hyundai Horang-i           | 34   | 21 | 10 | 4  | 7  | 23 | 21 | +2   |               |
| 5    | Yukong Elephants           | 26   | 21 | 7  | 5  | 9  | 28 | 26 | +2   |               |
| 6    | Sangmu                     | 25   | 21 | 6  | 7  | 8  | 23 | 30 | −7   |               |
| 7    | Hanil Bank                 | 19   | 21 | 3  | 10 | 8  | 18 | 30 | −12  |               |
| 8    | Hallelujah Eagles          | 16   | 21 | 3  | 7  | 11 | 15 | 30 | −15  |               |

 Fuente: South Korea 1985

## Campeón
|                                            |
|                                            |
| Campeón Lucky-Goldstar Hwangso 1.er título |